# 이반카 흐리스토바
이반카 마리노바 흐리스토바(불가리아어: Иванка Маринова Христова, 1941년 11월 19일 ~ 2022년 2월 24일)는 불가리아의 전직 포환던지기 선수이다. 그녀는 1976년 하계 올림픽에서 금메달을 획득했고, 1972년 하계 올림픽에서 동메달을 획득했다.

## 인물 정보
이반카 흐리스코바는 1968년 멕시코시티 올림픽에서 6위를 했다. 그녀는 1969년 유럽 육상 선수권 대회에서 4위를 했다.

## 참조
- sports-reference